# Kyselina p-kumarová
Kyselina p-kumarová ([parakumarová]) je organická sloučenina, hydroxyderivát kyseliny skořicové. Je jedním z izomerů kyseliny kumarové společně s kyselinou o-kumarovou a m-kumarovou, které se liší pozicí hydroxylové skupiny na benzenovém jádru. p-Kumarová kyselina je ze všech tří izomerů v přírodě nejrozšířenější, existuje jako cis- a trans-izomer.

## Výskyt
Kyselina p-kumarová se nachází v liáně Gnetum cleistostachyum.

### V potravinách
Kyselinu p-kumarovou lze nalézt v nejrůznějších jedlých rostlinách jako jsou podzemnice olejná, rajče jedlé, mrkev obecná, bazalka a česnek. Vyskytuje se rovněž ve vínu, v octu. a v zrnech ječmene.
Kyselina p-kumarová se také nachází v pylu, odkud se dostává do medu.

### Deriváty
Glykosidy kyseliny p-kumarové se dají nalézt v chlebech obsahujících lněná semena.
Diestery kyseliny p-kumarové jsou součástí karnaubského vosku.

## Biosyntéza
Kyselina p-kumarová je vytvářena z kyseliny skořicové působením P450-závislého enzymu trans-cinnamát 4-monooxygenázy (C4H):
  {\displaystyle {\begin{matrix}{}\\{\xrightarrow {\mathrm {C4H} }}\\{}\end{matrix}}} 
Také vzniká z L-tyrosinu působením tyrosinové amoniaklyázy:
  {\displaystyle {\xrightarrow {\mathrm {TAL} }}}  + NH3 + H+

## Biochemie
Kyselina p-kumarová je prekurzorem 4-ethylfenolu, který vytváří kvasinky Brettanomyces ve víně. Nejprve dojde k přeměně kyseliny na 4-vinylfenol za katalýzy enzymem cinamátdekarboxylázou. 4-vinylfenol je následně působením vinylfenolreduktázy redukován na 4-ethylfenol.

Enzym cis-p-kumarát glukosyltransferáza využívá UDP-glukózu a cis-p-kumarát k tvorbě 4′-O-β-D-glukosyl-cis-p-kumarátu a UDP. Tento enzym patří mezi glykosyltransferázy, přesněji mezi hexosyltransferázy.
V bachoru ovcí, které byly krmeny senem, se vyskytuje kyselina floretová, jež vzniká hydrogenací 2-propenového postranního řetězce kyseliny p-kumarové.